# Spirama miniata
Spirama miniata là một loài bướm đêm trong họ Erebidae.